# Lorentzsche Äthertheorie
Die lorentzsche Äthertheorie (auch Neue Mechanik, lorentzsche Elektrodynamik, lorentzsche Elektronentheorie, nach dem englischen „Lorentz ether theory“ auch häufig LET abgekürzt) war der Endpunkt in der Entwicklung der Vorstellung vom klassischen Lichtäther, in dem sich Lichtwellen analog zu Wasserwellen und Schallwellen in einem Medium ausbreiten. Diese Elektronentheorie wurde vor allem von Hendrik Antoon Lorentz und Henri Poincaré entwickelt und danach durch die zwar mathematisch äquivalente, aber in der Interpretation der Raumzeit wesentlich tiefer gehende spezielle Relativitätstheorie von Albert Einstein und Hermann Minkowski abgelöst.

## Problemstellung
Die Annahme eines ruhenden Äthers scheint dem Ergebnis des Michelson-Morley-Experiments zu widersprechen, bei dem der Nachweis einer Bewegung der Erde relativ zu diesem Äther scheiterte. In der lorentzschen Äthertheorie wird dieser Widerspruch über die Einführung von Lorentz-Transformationen aufgelöst. Dabei werden jedoch die Längenkontraktion und Zeitdilatation als Prozesse verstanden, denen relativ zu einem Äther bewegte Maßstäbe und Uhren unterworfen sind, während Raum und Zeit unverändert bleiben. Damit werden diese Effekte als asymmetrisch betrachtet, das heißt, bewegte Maßstäbe sind tatsächlich kürzer und Uhren gehen tatsächlich langsamer. Ein bewegter Beobachter schätzt ruhende Maßstäbe zwar in identischer Weise als kürzer und ruhende Uhren als langsamer ein, diese Einschätzung wird jedoch als Täuschung interpretiert, da sie der bewegte Beobachter unter Verwendung verfälschter Maßstäbe und Uhren gewinnt. Die Symmetrie der Beobachtungen und damit die offensichtliche Gültigkeit eines scheinbaren Relativitätsprinzips wird als Folge einer eher zufälligen Symmetrie der zugrunde liegenden dynamischen Prozesse interpretiert. Sie verhindert jedoch die Möglichkeit, die eigene Geschwindigkeit relativ zum Äther zu bestimmen, und macht ihn damit zu einer prinzipiell unzugänglichen Größe in der Theorie. Solche Größen sollten laut einem von Ockham ausgesprochenen Sparsamkeitsprinzip („Occam’s razor“) möglichst vermieden werden, was ein Grund ist, warum diese Theorie als überholt gilt und kaum noch vertreten wird.
In der speziellen Relativitätstheorie sind Längenkontraktion und Zeitdilatation dagegen eine Folge der Eigenschaften von Raum und Zeit und nicht von materiellen Maßstäben und Uhren. Die Symmetrie dieser Effekte ist eine Folge der Gleichwertigkeit der Beobachter, die als Relativitätsprinzip der Theorie zugrunde liegt. Alle Größen der Theorie sind experimentell zugänglich.

## Historische Entwicklung

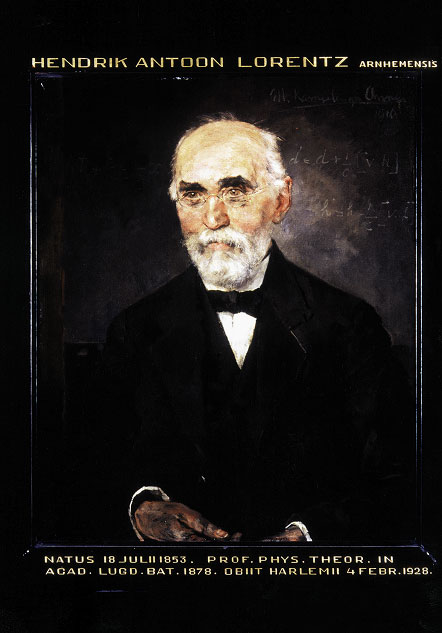
Hendrik Antoon Lorentz, 1916, Porträt von Menso Kamerlingh Onnes

### Grundkonzept

#### Äther und Elektronen
Die lorentzsche Äthertheorie, die hauptsächlich zwischen 1892 und 1906 von Lorentz und Poincaré entwickelt wurde, beruhte auf der Weiterentwicklung von Augustin Jean Fresnels Äthertheorie, den Maxwell-Gleichungen und der Elektronentheorie von Rudolf Clausius. Lorentz führte eine strikte Trennung zwischen Materie (Elektronen) und Äther ein, wobei in seinem Modell der Äther völlig unbewegt ist und von bewegten Körpern nicht mitgeführt wird. Max Born identifizierte den Lorentz-Äther dann überhaupt mit dem absoluten Raum Isaac Newtons. Der Zustand dieses Äthers kann im Sinne der Maxwell-Lorentz’schen Elektrodynamik durch das elektrische Feld E und das magnetische Feld H beschrieben werden, wobei diese Felder als von den Ladungen der Elektronen verursachte Anregungszustände bzw. Vibrationen im Äther aufgefasst wurden. Hier tritt also ein abstrakter elektromagnetischer Äther an die Stelle der älteren mechanischen Äthermodelle. Im Gegensatz zu Clausius, der annahm, dass die Elektronen durch Fernwirkung aufeinander wirken, nahm Lorentz als Vermittler zwischen den Elektronen ebendieses elektromagnetische Feld des Äthers an, in dem sich Wirkungen maximal mit Lichtgeschwindigkeit ausbreiten können. Lorentz konnte aus seiner Theorie beispielsweise den Zeeman-Effekt theoretisch erklären, wofür er 1902 den Nobelpreis erhielt. Joseph Larmor entwarf ungefähr gleichzeitig mit Lorentz (1897, 1900) eine ähnliche Elektronen- oder Äthertheorie, welche jedoch auf einem mechanischen Äther beruhte.

#### Korrespondierende Zustände
Ein fundamentales Konzept der Theorie war das 1895 von Lorentz eingeführte „Theorem der korrespondierenden Zustände“ für Größen zu {\displaystyle v\ll c} (d. h. für Geschwindigkeiten, die gering sind im Vergleich zur Lichtgeschwindigkeit), aus dem folgt, dass ein im Äther bewegter Beobachter annähernd dieselben Beobachtungen in seinem „fiktiven“ Feld macht wie ein im Äther ruhender Beobachter in seinem „realen“ Feld. Dieses Theorem wurde von Lorentz (1904) für alle Größenordnungen erweitert und in Übereinstimmung mit dem Relativitätsprinzip von Poincaré (1905, 1906) und Lorentz (1906, 1916) komplettiert.

### Längenkontraktion
Eine große Herausforderung für diese Theorie war das 1887 durchgeführte Michelson-Morley-Experiment. Nach den Theorien von Fresnel und Lorentz hätte mit diesem Experiment eine Relativbewegung zum Äther festgestellt werden müssen, die Ergebnisse waren jedoch negativ. Albert A. Michelson selbst vermutete, dass das Ergebnis für eine vollständige Mitführung des Äthers spreche, doch andere Versuche, die Aberration und die Maxwell-Lorentz’sche Elektrodynamik waren mit einer vollständigen Mitführung kaum vereinbar.
Eine Lösung deutete sich an, als Oliver Heaviside 1889 die maxwellsche Elektrodynamik weiterentwickelte und bemerkte, dass das elektrostatische Feld um einen bewegten, kugelförmigen Körper in Bewegungsrichtung um den Faktor {\displaystyle {\sqrt {1-v^{2}/c^{2}}}} verkürzt sei (der sogenannte Heaviside-Ellipsoid). Dem folgend schlugen George Francis FitzGerald (1889) (allerdings nur qualitativ) und unabhängig von ihm Lorentz 1892 (bereits quantitativ ausgearbeitet) vor, dass nicht nur die elektrostatischen, sondern auch die molekularen Kräfte während der Bewegung durch den Äther auf allerdings unbekannte Weise derart beeinflusst werden, dass die in Bewegungsrichtung liegende Interferometeranordnung um den angenäherten Faktor {\displaystyle v^{2}/(2c^{2})} kürzer ist als der senkrecht dazu stehende Teil. Lorentz selbst schlug 1895 verschiedene Möglichkeiten vor, um die relative Verkürzung herbeizuführen:
- Das Interferometer kontrahiert in Bewegungsrichtung und verändert seine Länge senkrecht dazu nicht.
- Die Länge des Interferometers bleibt in Bewegungsrichtung gleich, dilatiert jedoch senkrecht dazu.
- Das Interferometer kontrahiert in Bewegungsrichtung und dilatiert gleichzeitig in etwas größerem Ausmaß senkrecht dazu.

Die Lorentzkontraktion der im Äther gemessenen Länge l0 in Bewegungsrichtung (ohne Expansion senkrecht dazu) mit dem präzisen Faktor gemäß {\displaystyle l=l_{0}\cdot {\sqrt {1-v^{2}/c^{2}}}} wurde erst später von Larmor (1897) und Lorentz (1904) angegeben: Ein mit der Erde mitbewegter Beobachter würde von dieser Kontraktion, die im Falle der Bewegung der Erde um die Sonne nur 1/200.000.000 beträgt, nichts bemerken, da alle Maßstäbe ebenso von diesem Effekt betroffen sind.
Obwohl der Zusammenhang zwischen elektrostatischen und intermolekularen Kräften keineswegs notwendig war und die Theorie ziemlich bald als „ad hoc“ und von Lorentz selbst als „seltsam“ bezeichnet wurde, konnte Lorentz zumindest den Zusammenhang mit der Verkürzung elektrostatischer Felder als Plausibilitätsargument zugunsten der Hypothese anführen. Wichtig dabei ist, dass diese Kontraktion nur den Abstand zwischen den Elektronen, nicht jedoch die Elektronen selbst betraf, deswegen wurde die ursprüngliche Kontraktionshypothese auch als „Intermolekularhypothese“ bezeichnet. Die Elektronen selbst wurden von Lorentz erst 1904 in die Kontraktion mit einbezogen. Für die Weiterentwicklung der Kontraktionshypothese siehe den Abschnitt Lorentz-Transformation.

### Ortszeit
Ein wichtiger Teil des Theorems der korrespondierenden Zustände war die von Lorentz 1892 und 1895 eingeführte Ortszeit {\displaystyle t'=t-vx/c^{2}}, wo t die Zeitkoordinate ist, welche ein im Äther ruhender Beobachter benutzt, und t'  der Wert ist, den ein zum Äther bewegter Beobachter benutzt. (Wobei Woldemar Voigt bereits 1887 im Zusammenhang mit dem Dopplereffekt und einem inkompressiblen Medium ebenfalls dieselbe Ortszeit verwendete). Aber während für Lorentz die Längenkontraktion ein realer, physikalischer Effekt war, bedeutete für ihn die Ortszeit vorerst nur eine Vereinbarung oder nützliche Berechnungsmethode. Mit Hilfe der Ortszeit und dem mathematischen Formalismus seiner korrespondierenden Zustände konnte Lorentz die Aberration des Lichts, den Dopplereffekt und die bei dem Fizeau-Experiment gemessene Abhängigkeit der Lichtgeschwindigkeit in bewegten Flüssigkeiten erklären, ohne eine „teilweise Mitführung“ des Äthers (im Sinne der Äthertheorie Fresnels) annehmen zu müssen. Jedoch wurde vorerst nicht erkannt, dass aus der Ortszeit die Existenz der Zeitdilatation folgt. Dies wurde von Larmor 1897 definiert, als er durch Kombination der Ortszeit mit dem Faktor {\displaystyle {\sqrt {1-v^{2}/c^{2}}}} feststellte, dass periodische Vorgänge von bewegten Objekten im Äther langsamer als bei ruhenden Objekten abliefen. Das ergab sich dann auch aus der Arbeit von Lorentz 1899, der erkannte, dass wenn man die Vibrationen eines bewegten, oszillierenden Elektrons auf die mathematische Ortszeit bezog, diese scheinbar langsamer verlaufen.
Anders als Lorentz sah Poincaré in der Ortszeit mehr als einen mathematischen Kunstgriff. So schrieb er 1898 in einem philosophischen Aufsatz:

„Wir haben keine unmittelbare Anschauung für die Gleichzeitigkeit, ebenso wenig wie für die Gleichheit zweier Zeiträume. Wenn wir diese Anschauung zu haben glauben, so ist das eine Täuschung. Wir halten uns an bestimmte Regeln, die wir meist anwenden, ohne uns Rechenschaft darüber zu geben […] Wir wählen also diese Regeln, nicht, weil sie wahr sind, sondern weil sie die bequemsten sind, und wir können sie zusammenfassen und sagen: Die Gleichzeitigkeit zweier Ereignisse oder ihre Aufeinanderfolge und die Gleichheit zweier Zeiträume müssen derart definiert werden, dass der Wortlaut der Naturgesetze so einfach wie möglich wird.“

1900 interpretierte er dann die Ortszeit als Ergebnis einer mit Lichtsignalen durchgeführten Synchronisation. Er nahm an, dass zwei im Äther bewegte Beobachter A und B ihre Uhren mit optischen Signalen synchronisieren. Da sie glauben, sich in Ruhe zu befinden, gehen sie von der Konstanz der Lichtgeschwindigkeit aus. Deshalb müssen sie nur noch die Lichtlaufzeiten berücksichtigen und ihre Signale kreuzen, um zu überprüfen, ob ihre Uhren synchron sind. Hingegen aus Sicht eines im Äther ruhenden Beobachters läuft eine Uhr dem Signal entgegen, und die andere läuft ihm davon. Die Uhren sind also nicht synchron, sondern zeigen nur die Ortszeit {\displaystyle t'=t-vx/c^{2}} an. Da die Beobachter aber kein Mittel haben zu entscheiden, ob sie in Bewegung sind oder nicht, werden sie von dem Fehler nichts bemerken. 1904 illustrierte er dieselbe Methode auf folgende Weise: A sendet zum Zeitpunkt 0 ein Signal nach B, welche bei der Ankunft t anzeigt. Und B sendet zum Zeitpunkt 0 ein Signal nach A, welche bei der Ankunft t anzeigt. Wenn in beiden Fällen t denselben Wert ergibt, sind die Uhren synchron. Daher verstand Poincaré im Gegensatz zu Lorentz die Ortszeit genauso wie die Längenkontraktion als realen physikalischen Effekt. Im Gegensatz zu Einstein, der 1905 eine ähnliche Prozedur benutzte, welche heute als Einstein-Synchronisation bekannt ist, blieb Poincaré aber bei der seiner Ansicht nach „bequemeren“ Vorstellung, dass die „wahre“ Zeit trotzdem nur von im Äther ruhenden Uhren angezeigt werde.

### Lorentz-Transformation
Während die Ortszeit nur die negativen Ätherdriftexperimente für Geschwindigkeiten erster Ordnung erklären konnte, wurde es bald (beispielsweise wegen des Trouton-Noble-Experiments) notwendig, die Unentdeckbarkeit des Äthers für alle Größenordnungen zu erklären. Das mathematische Instrumentarium dafür war die Lorentz-Transformation. Diese wurde zum Teil bereits 1887 von Voigt abgeleitet, allerdings benutzte diese sogenannte Voigt-Transformation einen falschen Skalenfaktor. Lorentz war 1895 mit der Ortszeit für Größen zu v/c im Besitz ähnlicher Gleichungen. Joseph Larmor (1897) und Lorentz (1899, allerdings mit einem unbestimmten Faktor) schließlich erweiterten diese Gleichungen für Größen der Ordnung v²/c² und gaben ihnen eine Form, welche äquivalent mit den bis heute benutzten ist. 1904 kam Lorentz sehr nahe einer Theorie, in welcher alle Kräfte zwischen den Molekülen, welcher Natur sie auch seien, in derselben Weise der Lorentztransformation unterworfen sind wie elektrostatische Kräfte – d. h., er konnte die weitgehende Unabhängigkeit der physikalischen Effekte von der Bewegung der Erde demonstrieren. Dabei erweiterte er seine Kontraktionshypothese und erklärte, dass nicht nur der Raum zwischen den Elektronen, sondern auch die Elektronen selbst der Kontraktion unterworfen sind. Ein Problem der Längenkontraktion, wenn man sie auf die Elektronen selbst anwendet, wurde jedoch von Max Abraham (1904) aufgezeigt: Gemäß der elektromagnetischen Theorie konnte ein System aus kontrahierten Elektronen nicht stabil bleiben, und es wird eine zusätzlich nicht-elektrische Energie benötigt, deren Existenz von Abraham bezweifelt wurde. Um diesen Einwand zu entkräften, führte Poincaré (1905) die sogenannten „Poincaŕe-Spannungen“ ein. Dabei handelt es sich um einen externen Druck, welcher nicht nur die Stabilität der Materie, sondern auch die Existenz der Längenkontraktion selbst erklären sollte. (Zu Abrahams Kritik und den Poincaré-Spannungen siehe auch den Abschnitt EM-Ruhemasse und EM-Energie.)
Nach Paul Langevin (1905) führt diese Erweiterung der Theorie von Lorentz und Larmor tatsächlich zur physikalischen Unmöglichkeit der Entdeckung einer Bewegung zum Äther. Wie Poincaré jedoch am 5. Juni 1905 zeigte, war es Lorentz nicht gelungen, die vollständige Lorentz-Kovarianz der elektromagnetischen Gleichungen zu zeigen. Er korrigierte den Makel in Lorentz’ Anwendung der Gleichungen (z. B. im Zusammenhang mit der Ladungsdichte und Geschwindigkeit) und zeigte die Gruppeneigenschaft dieser Transformation auf, sprach vom „Postulat der vollständigen Unmöglichkeit der Bestimmung einer absoluten Bewegung“ und sprach die Möglichkeit einer Gravitationstheorie (inkl. Gravitationswellen) an, welche diesen Transformationen entsprach. (Wobei wesentliche Teile dieser Arbeit bereits in zwei Briefen enthalten waren, welche von Poincaré ca. Mai 1905 an Lorentz geschrieben wurden. Im ersten Brief korrigierte Poincaré die elektrodynamischen Gleichungen von Lorentz, und im zweiten begründete er die Gruppeneigenschaft der Lorentz-Transformation und formulierte das relativistische Additionstheorem für Geschwindigkeiten.)
{\displaystyle x^{\prime }=k\ell \left(x+\varepsilon t\right),\qquad y^{\prime }=\ell y,\qquad z^{\prime }=\ell z,\qquad t^{\prime }=k\ell \left(t+\varepsilon x\right)}
wo {\displaystyle k={\frac {1}{\sqrt {1-\varepsilon ^{2}}}}}
Wobei {\displaystyle \ell } eine Funktion von {\displaystyle \varepsilon } ist, welche gleich 1 gesetzt werden muss, um die Gruppeneigenschaft zu erhalten. Die Lichtgeschwindigkeit setzte er ebenfalls auf 1.
Eine deutlich erweiterte Fassung dieser Schrift (auch als Palermo-Arbeit bekannt) wurde am 23. Juli 1905 übermittelt, aber erst im Januar 1906 veröffentlicht, was auch daran lag, dass das betreffende Journal nur zweimal im Jahr erschien. (Einstein veröffentlichte seine Arbeit über die Elektrodynamik genau zwischen den beiden von Poincaré.) Im Zusammenhang mit seiner Gravitationsauffassung zeigte Poincaré, dass die Kombination {\displaystyle x^{2}+y^{2}+z^{2}-c^{2}t^{2}} invariant ist, und führte dabei den Ausdruck {\displaystyle ct{\sqrt {-1}}} als vierte Koordinate eines vierdimensionalen Raums ein – er benutzte dabei Vierervektoren bereits vor Minkowski. Er sprach von dem „Postulat der Relativität“; er zeigte, dass die Transformationen eine Konsequenz des Prinzip der kleinsten Wirkung sind und er demonstrierte ausführlicher als vorher deren Gruppeneigenschaft, wobei er den Namen Lorentz-Gruppe („Le groupe de Lorentz“) prägte. Allerdings merkte Poincaré später an, dass eine Neuformulierung der Physik in eine vierdimensionale Sprache zwar möglich, aber zu umständlich sei und deshalb geringen Nutzen habe, weshalb er seine diesbezüglichen Ansätze nicht weiterverfolgte. Dies wurde später erst durch Minkowski getan.

### Masse, Energie und Geschwindigkeit
J. J. Thomson (1881) und andere bemerkten, dass elektromagnetische Energie zur Masse von geladenen Teilchen beiträgt, und zwar um den Betrag {\displaystyle m_{em}={\frac {4}{3}}\cdot {\frac {E_{em}}{c^{2}}}}, welche als elektromagnetische oder auch „scheinbare“ Masse bezeichnet wurde. Eine andere Herleitung stammt von Poincaré (1900), wobei dieser den Impuls elektromagnetischer Strahlung benutzte, um das Prinzip von der Erhaltung der Schwerpunktsbewegung aufrechterhalten zu können, und dabei die Beziehung {\displaystyle {\frac {E_{em}}{c^{2}}}} fand.
Es wurde ebenfalls bemerkt, dass die Masse mit der Geschwindigkeit anwächst. Verschiedene Autoren wie Thomson, Searle, Abraham, Bucherer gaben nun unterschiedliche Werte an, wobei zwischen der longitudinalen Masse in Bewegungsrichtung und der transversalen Masse senkrecht dazu unterschieden wurde. Lorentz fand dafür 1899 (mit einem unbestimmten Faktor) und 1904 folgende Beziehungen:
{\displaystyle m_{L}={\frac {m_{0}}{\left({\sqrt {1-{\frac {v^{2}}{c^{2}}}}}\right)^{3}}},\quad m_{T}={\frac {m_{0}}{\sqrt {1-{\frac {v^{2}}{c^{2}}}}}}},
wo
{\displaystyle m_{0}={\frac {4}{3}}{\frac {E_{em}}{c^{2}}}}
Diese Beziehungen wurden mit den Kaufmann-Bucherer-Neumann-Experimenten an Kathodenstrahlen überprüft, die jedoch lange Zeit umstritten waren. Viele Forscher glaubten nun, dass die gesamte Masse und alle Kräfte elektromagnetischen Ursprungs sind. Doch diese Idee musste aufgegeben werden, denn Abraham zeigte, dass nicht-elektromagnetische Bindungskräfte erforderlich sind, um Lorentz’ Elektron zu stabilisieren. Er errechnete auch, dass unterschiedliche Ergebnisse erzielt werden, wenn die longitudinale Masse auf Basis der Energie oder ihres Impulses berechnet wird. Um dieses Problem zu lösen, führte Poincaré 1905 und 1906 ein Potential nicht-elektromagnetischer Natur ein (Poincaré-Spannungen), die {\displaystyle {\frac {1}{3}}\cdot {\frac {E_{em}}{c^{2}}}} zur Energie der Körper beiträgt und somit den 4⁄3-Faktor erklären. Er ging allerdings immer noch davon aus, dass nur die elektromagnetische Energie zur Masse beiträgt. Diese Annahme wurde durch Einsteins Äquivalenz von Masse und Energie abgelöst, wonach die gesamte Energie, nicht nur die elektromagnetische, zur Masse der Körper beiträgt.

### Gravitation

#### Die Theorien von Lorentz
Lorentz versuchte 1900 auf Basis der Maxwell-Lorentz’schen Elektrodynamik auch das Phänomen der Gravitation zu erklären. Zuerst schlug er einen auf der Le-Sage-Gravitation beruhenden Mechanismus vor. Er nahm dabei an, dass der Äther von einer extrem hochfrequenten EM-Strahlung erfüllt sei, welche einen enormen Druck auf die Körper ausübt. Wird nun diese Strahlung vollständig absorbiert, entsteht durch Abschirmung zwischen den Körpern tatsächlich eine dem Abstandsgesetz folgende „Anziehungskraft“. Das war jedoch dasselbe Problem wie bei den anderen Le-Sage-Modellen: Bei Absorption muss die Energie irgendwohin verschwinden, oder es müsste zu einer enormen Wärmeproduktion kommen, was jedoch nicht beobachtet wird. Lorentz verwarf dieses Modell deshalb.
In derselben Arbeit versuchte er dann, die Gravitation als eine Art elektrische Differenzkraft zu erklären. Dabei ging er wie vor ihm Ottaviano Fabrizio Mossotti und Karl Friedrich Zöllner von der Vorstellung aus, dass die Anziehung zweier ungleichnamiger elektrischer Ladungen um einen Bruchteil stärker sei als die Abstoßung zweier gleichnamiger Ladungen. Das Ergebnis wäre nichts anderes als die universelle Gravitation, wobei sich nach dieser Theorie Änderungen im Gravitationsfeld mit Lichtgeschwindigkeit ausbreiten. Das führt jedoch zum Konflikt mit dem Gravitationsgesetz Isaac Newtons, in dem wie Pierre-Simon Laplace anhand der Aberration der Gravitation gezeigt hat, dass die Ausbreitungsgeschwindigkeit ein Vielfaches der Lichtgeschwindigkeit betragen müsste. Lorentz konnte zeigen, dass in dieser Theorie aufgrund der Struktur der Maxwell-Gleichungen nur vernachlässigbare Abweichungen vom Gravitationsgesetz in der Größenordnung {\displaystyle v^{2}/c^{2}} auftreten. Er erhielt jedoch für die Periheldrehung einen viel zu geringen Wert. 1908 untersuchte Poincaré ebenfalls die von Lorentz aufgestellte Gravitationstheorie und klassifizierte sie als mit dem Relativitätsprinzip vereinbar, bemängelte jedoch wie Lorentz die ungenaue Angabe zur Perihel-Drehung des Merkur. Lorentz selbst jedoch verwarf 1914 sein eigenes Modell, weil er es nicht als mit dem Relativitätsprinzip vereinbar ansah. Stattdessen sah er Einsteins Arbeiten über Gravitation und Äquivalenzprinzip als die vielversprechendste Erklärungsart an.

#### Poincarés Lorentz-invariantes Gravitationsgesetz
Poincaré stellte 1904 fest, dass zur Aufrechterhaltung des Relativitätsprinzips kein Signal schneller als die Lichtgeschwindigkeit sein darf, ansonsten würde obige Synchronisationsvorschrift und somit die Ortszeit nicht mehr gelten. Dies wurde von ihm zu diesem Zeitpunkt als möglicher Einwand gegen die Verträglichkeit des Relativitätsprinzips mit der neuen Theorie aufgefasst. Er errechnete jedoch im Jahre 1905 und 1906, dass Veränderungen im Gravitationsfeld sich mit Lichtgeschwindigkeit ausbreiten können und trotzdem ein gültiges Gravitationsgesetz möglich ist, vorausgesetzt einer solchen Theorie wird die Lorentztransformation zugrunde gelegt. Später versuchten auch Minkowski (1908) und Arnold Sommerfeld (1910), auf Poincarés Ansatz aufbauend ein Lorentz-invariantes Gravitationsgesetz zu entwerfen, was jedoch durch die Arbeiten von Einstein überflüssig gemacht wurde.

## Prinzipien und Konventionen

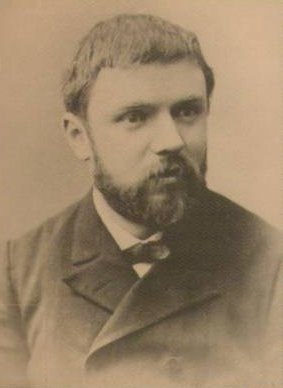
Henri Poincaré

### Konstanz der Lichtgeschwindigkeit
Bereits in seiner philosophischen Schrift über die Zeitmessungen (1898) schrieb Poincaré, dass Astronomen wie Ole Rømer bei der Interpretation der Messung der Lichtgeschwindigkeit anhand der Monde des Jupiter von dem Postulat ausgehen müssen, dass das Licht konstant und in alle Richtungen gleich schnell ist. Ansonsten würden andere Gesetze wie das Gravitationsgesetz sehr viel komplizierter ausfallen. (Allerdings ist hier nicht vollkommen klar, ob nach Poincaré dieses Postulat Gültigkeit für alle Bezugssysteme hat.) Ebenso muss die Ausbreitungsgeschwindigkeit bei der Bestimmung der Gleichzeitigkeit von Ereignissen berücksichtigt werden. Dieses Verfahren führte Poincaré 1900 schließlich bei seiner Interpretation der lorentzschen Ortszeit durch, wobei die Ortszeit (neben der Kontraktionshypothese) für die beobachtete Gültigkeit des Relativitätsprinzips notwendig ist, wie Poincaré mehrmals betonte. Und 1904 fasste er den Zusammenhang zwischen der lorentzschen Theorie und der Lichtgeschwindigkeit auf diese Weise zusammen:

„Aus all diesen Resultaten würde, wenn sie sich bestätigen, eine ganz neue Methode hervorgehen, die hauptsächlich durch die Tatsache charakterisiert würde, daß keine Geschwindigkeit die des Lichtes übersteigen könnte ebenso wie auch keine Temperatur unter den absoluten Nullpunkt fallen kann. Für einen Beobachter, der selbst in einer ihm unbewußten Bewegung mitgeführt wird, könnte ebenfalls keine scheinbare Geschwindigkeit die des Lichtes übersteigen, und dies wäre ein Widerspruch, wenn man sich nicht daran erinnerte, daß sich dieser Beobachter nicht der gleichen Uhren bedient wie ein feststehender Beobachter, sondern solcher Uhren, die die ‚Ortszeit‘ zeigen. […] Vielleicht müßten wir auch eine ganz neue Mechanik ersinnen, die uns nur undeutlich vorschwebt, worin, da der Widerstand mit der Geschwindigkeit wächst, die Geschwindigkeit des Lichtes eine unüberschreitbare Grenze wäre. Die gewöhnliche Mechanik würde ganz einfach eine erste Annäherung bleiben, die für nicht sehr große Geschwindigkeiten wahr bleiben würde, so daß man noch die alte Dynamik unter der neuen finden würde … Ich füge aber zum Schluß noch ausdrücklich hinzu, daß wir noch nicht so weit sind, und dass noch durch nichts bewiesen ist, daß sie [die Prinzipien der gewöhnlichen Mechanik] nicht siegreich und unberührt aus dem Kampfe hervorgehen werden.“

### Relativitätsprinzip
Bereits 1895 nahm Poincaré an, dass das Michelson-Morley-Experiment zu zeigen scheint, dass es unmöglich ist, eine absolute Bewegung oder die Bewegung der Materie relativ zum Äther zu messen. Und obwohl die meisten Physiker dies sehr wohl für möglich hielten, blieb Poincaré auch 1900 bei seiner Meinung und verwendete abwechselnd die Begriffe „Prinzip der relativen Bewegung“ bzw. „Relativität des Raumes“. Er kritisierte aber gleichzeitig die Künstlichkeit der jeweils nach Bedarf entworfenen Annahmen, um dieses Prinzip zu retten. Schließlich gebrauchte er 1902 dafür den Ausdruck „Prinzip der Relativität“. 1904 würdigte er einerseits die Arbeit der Mathematiker, welche dieses Prinzip mit Hypothesen wie der Ortszeit gerettet haben, kritisierte aber wiederum die „Anhäufung von Hypothesen“. Dabei definierte er dieses Prinzip (nach Miller in Abwandlung von Lorentz’ Theorem der korrespondierenden Zustände) folgendermaßen: „Das Prinzip der Relativität, nach dem die Gesetze der physikalischen Vorgänge für einen feststehenden Beobachter die gleichen sein sollen, wie für einen in gleichförmiger Translation fortbewegten, so dass wir gar keine Mittel haben oder haben können, zu unterscheiden, ob wir in einer derartigen Bewegung begriffen sind oder nicht.“
Bezug nehmend auf diese Einwände Poincarés, versuchte Lorentz eine zusammenhängendere Theorie zu gestalten und schrieb 1904: „Sicherlich haftet diesem Aufstellen von besonderen Hypothesen für jedes neue Versuchsergebnis etwas Künstliches an. Befriedigender wäre es, könnte man mit Hilfe gewisser grundlegender Annahmen zeigen, daß viele elektromagnetische Vorgänge streng, d. h. ohne irgendwelche Vernachlässigung von Gliedern höherer Ordnung, unabhängig von der Bewegung des Systems sind.“
Obwohl Poincaré 1905 zeigte, dass Lorentz seine Arbeit nicht vollendet hatte, schrieb er ihm dieses Postulat zu: « Il semble que cette impossibilité de démontrer le mouvement absolu soit une loi générale de la nature […] Lorentz a cherché à compléter et à modifier son hypothèse de façon à la mettre en concordance avec le postulat de l’impossibilité complète de la détermination du mouvement absolu. C’est ce qu’il a réussi dans son article intitulé [Lorentz, 1904b] » (deutsch: „Es scheint, dass diese Unmöglichkeit, die absolute Bewegung der Erde festzustellen, ein allgemeines Naturgesetz ist. […] Lorentz versuchte seine Hypothese zu vervollständigen und zu modifizieren, um sie in Übereinstimmung mit dem Postulat der vollständigen Unmöglichkeit der Bestimmung einer absoluten Bewegung zu bringen. Dies gelang ihm in seinem Artikel [Lorentz, 1904b]“)
1906 bezeichnete Poincaré dies als das „Postulat der Relativität“ („Postulat de Relativité“). Und obwohl er angab, dass dieses Postulat vielleicht widerlegt werden könnte (und tatsächlich erwähnte er, dass die Entdeckung der magnetischen Kathodenstrahlen durch Paul Villard (1904) die Theorie gefährdet), sei es trotzdem interessant, die Konsequenzen zu betrachten, wenn das Postulat ohne Einschränkung gültig sei. Das impliziere auch, dass alle Kräfte der Natur (nicht nur elektromagnetische) invariant unter der Lorentztransformation sind.
1921 würdigte auch Lorentz die Leistungen von Poincaré im Zusammenhang mit der Etablierung des Relativitätsprinzips: « … je n'ai pas établi le principe de relativité comme rigoureusement et universellement vrai. Poincaré, au contraire, a obtenu une invariance parfaite des équations de l’électrodynamique, et il a formulé le « postulat de relativité », termes qu’il a été le premier a employer. » (deutsch: „… ich habe das Relativitätsprinzip nicht als rigoros und universell gültig etabliert. Poincaré hingegen hat die perfekte Invarianz der elektromagnetischen Gleichungen erreicht, und er formulierte „das Postulat der Relativität“, wobei er diese Begriffe als erster verwendet hat.“)

### Die Rolle des Äthers
Poincaré schrieb 1889 im Sinne seiner Philosophie des Konventionalismus: „Es kümmert uns wenig, ob der Äther wirklich existiert; das ist Sache des Metaphysikers; wesentlich für uns ist nur, dass alles sich abspielt, als wenn er existierte, und dass diese Hypothese für die Erklärung der Erscheinungen bequem ist. Haben wir übrigens eine andere Ursache, um an das Dasein der materiellen Objekte zu glauben? Auch das ist nur eine bequeme Hypothese, nur wird sie nie aufhören zu bestehen, während der Äther eines Tages ohne Zweifel als unnütz verworfen wird.“
1901 stritt er auch die Existenz eines absoluten Raums oder einer absoluten Zeit ab: „1. Es gibt keinen absoluten Raum, und wir begreifen nur relative Bewegungen; trotzdem spricht man die mechanischen Tatsachen öfters so aus, als ob es einen absoluten Raum gäbe, auf den man sie beziehen könnte. 2. Es gibt keine absolute Zeit; wenn man sagt, daß zwei Zeiten gleich sind, so ist das eine Behauptung, welche an sich keinen Sinn hat und welche einen solchen nur durch Übereinkommen erhalten kann. 3. Wir haben nicht nur keinerlei direkte Anschauung von der Gleichheit zweier Zeiten, sondern wir haben nicht einmal diejenige von der Gleichzeitigkeit zweier Ereignisse, welche auf verschiedenen Schauplätzen vor sich gehen; das habe ich in einem Aufsatze unter dem Titel: la Mesure du temps dargelegt.“
Poincaré verwendete den Ätherbegriff jedoch weiter und begründete den Nutzen des Äthers 1900 damit, dass erklärt werden müsse, wo sich der Lichtstrahl eigentlich befinde, nachdem er die Quelle verlassen hat und bevor er den Empfänger erreicht. Denn in der Mechanik müsse ein Zustand exakt durch den vorhergehenden Zustand bestimmt sein. Um also die Einfachheit oder Bequemlichkeit der mechanischen Naturgesetze nicht aufgeben zu müssen, werde ein materieller Träger benötigt. Und obwohl er den relativen und konventionellen Charakter von Raum und Zeit betonte, glaubte er, dass die klassische Konvention „bequemer“ ist und fuhr fort, zwischen der „wahren“ und der „scheinbaren“ Zeit zu unterscheiden. Z. B. schrieb er 1912 zu der Frage, ob die gewohnten Konventionen zu Raum und Zeit tatsächlich geändert werden müssen: „Sind wir gezwungen, unsere Schlußfolgerungen umzuformen? Gewiß nicht! Wir haben eine Übereinkunft angenommen, weil sie uns bequem scheint, und gesagt, dass nichts uns zwingen könnte, sie aufzugeben. Heute wollen manche Physiker eine neue Übereinkunft annehmen. Nicht, als ob sie dazu gezwungen wären; sie sind der Ansicht, dass diese Übereinkunft bequemer ist; das ist alles. Wer nicht dieser Ansicht ist, kann mit voller Berechtigung bei der alten bleiben, um sich nicht in seinen gewohnten Vorstellungen stören zu lassen. Ich glaube, unter uns gesagt, dass man es noch lange Zeit tun wird.“
Und auch Lorentz schrieb 1913: „Gesetzt, es gäbe einen Äther; dann wäre unter allen Systemen x, y, z, t eines dadurch ausgezeichnet, daß die Koordinatenachsen sowie die Uhr im Äther ruhen. Verbindet man hiermit die Vorstellung (die ich nur ungern aufgeben würde), daß Raum und Zeit etwas völlig Verschiedenes seien und daß es eine ‚wahre Zeit‘ gebe (die Gleichzeitigkeit würde dann unabhängig vom Orte bestehen, entsprechend dem Umstande, daß uns die Vorstellung unendlich großer Geschwindigkeiten möglich ist), so sieht man leicht, daß diese wahre Zeit eben von Uhren, die im Äther ruhen, angezeigt werden müßte. Wenn nun das Relativitätsprinzip in der Natur allgemeine Gültigkeit hätte, so würde man allerdings nicht in der Lage sein, festzustellen, ob das gerade benutzte Bezugssystem jenes ausgezeichnete ist.“

## Der Übergang zur Relativitätstheorie

### Spezielle Relativitätstheorie

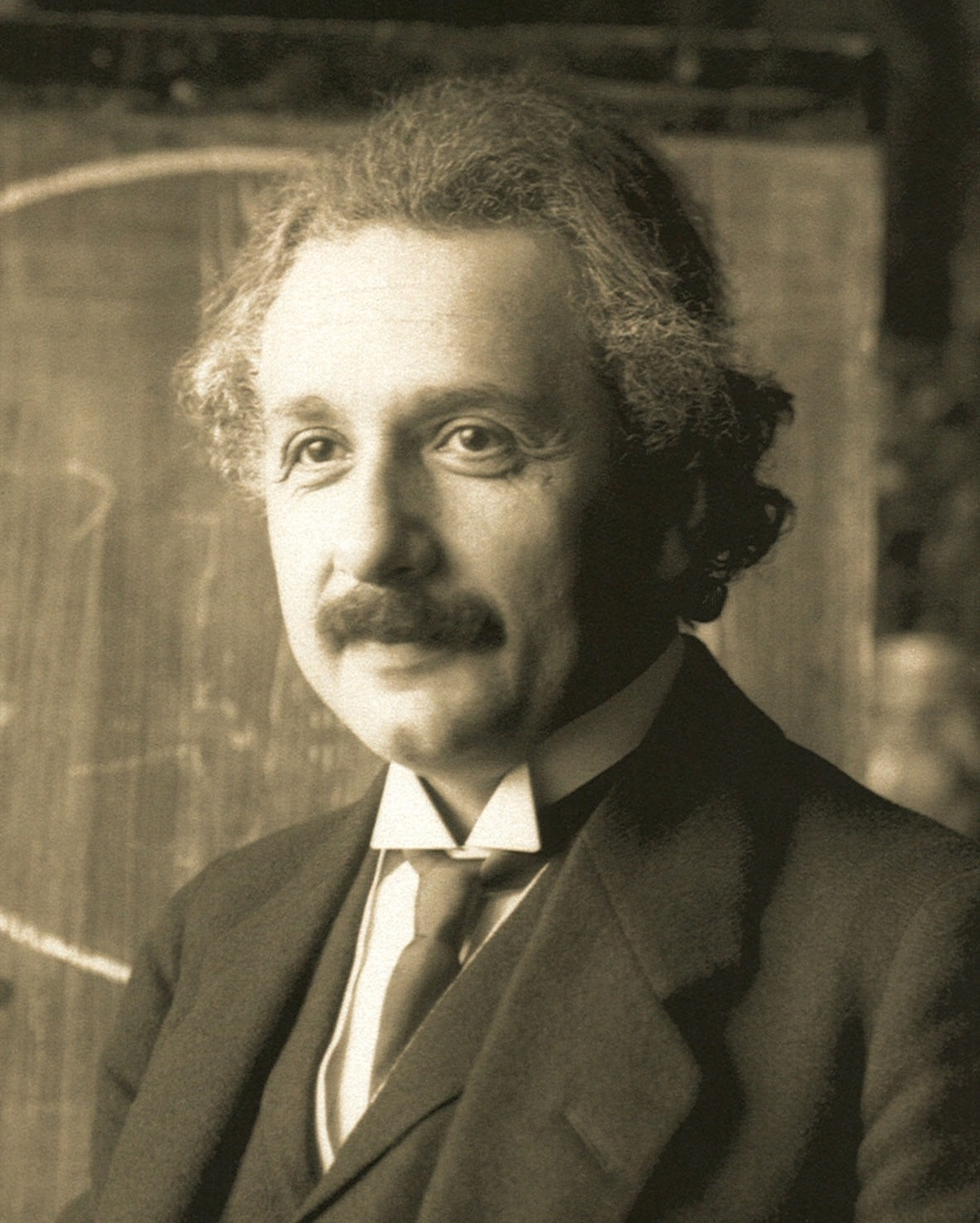
Albert Einstein, 1921, Fotografie von Ferdinand Schmutzer

Während einige mit der Elektronentheorie von Lorentz zusammenhängenden Erklärungen (z. B. dass die Materie ausschließlich aus Elektronen bestehe, oder dass es in der Natur ausschließlich elektrische Wechselwirkungen gebe, oder die angeführten Gravitationserklärungen) eindeutig widerlegt sind, sind viele Aussagen und Ergebnisse der Theorie äquivalent mit Aussagen der speziellen Relativitätstheorie (SRT, 1905) von Albert Einstein. Hier gelang es Einstein, die Lorentztransformation und die anderen Teile der Theorie alleine aus der Annahme von zwei Prinzipien, nämlich dem Relativitätsprinzip und der Konstanz der Lichtgeschwindigkeit, abzuleiten. Diese Prinzipien wurden zum Teil auch von Poincaré und Lorentz verwendet, jedoch erkannten sie nicht, dass sie auch ausreichend sind, um ohne Benutzung eines Äthers oder irgendwelcher angenommener Eigenschaften der Materie eine geschlossene Theorie zu begründen. Zuerst Poincaré und dann Lorentz lehrten zwar die vollständige mathematische Gleichberechtigung der Bezugssysteme und erkannten an, dass tatsächlich unterschiedliche Raum- und Zeitkoordinaten gemessen werden. Sie blieben aber dabei, die Effekte der Lorentztransformation auf dynamische Wechselwirkungen mit dem Äther zurückzuführen, unterschieden zwischen der „wahren“ Zeit im ruhenden Äthersystem und der „scheinbaren“ Zeit in relativ dazu bewegten Systemen, und erwähnten den Äther bis zuletzt in ihren Schriften. Die grundlegende Neubewertung von Raum und Zeit im Rahmen einer wissenschaftlichen Theorie blieb Einstein vorbehalten.
Einsteins Präsentation der SRT wurde 1907 durch Hermann Minkowski erweitert, dessen vierdimensionale Raumzeit eine sehr natürliche Interpretation der Zusammenhänge der Theorie ermöglichten (wobei die grundlegenden Aspekte der vierdimensionalen Raumzeit wie oben geschildert bereits von Poincaré vorweggenommen wurden). Die Natürlichkeit und Nützlichkeit der Darstellung durch Einstein und Minkowski trugen zur Akzeptanz der SRT und zur Abnahme des Interesses an Lorentz’ Äthertheorie bei. Lorentz selbst argumentierte zwar 1913, dass zwischen seiner Äthertheorie und der Ablehnung eines bevorzugten Bezugssystems kein großer Unterschied bestehe und es deswegen eine Frage des Geschmacks sei, zu welcher Theorie man sich bekenne. Jedoch kritisierte Einstein 1907 den ad-hoc-Charakter der Kontraktionshypothese, weil sie einzig zur Rettung des Äthers eingeführt wurde, wobei ein unauffindbarer Äther als Fundament der Elektrodynamik unbefriedigend sei. Auch Minkowski bezeichnete 1908 die Kontraktionshypothese im Rahmen von Lorentz’ Theorie als „Geschenk von oben“; aber obwohl Lorentz’ Theorie vollständig äquivalent mit der neuen Konzeption von Raum und Zeit ist, war Minkowski der Meinung, dass die Zusammenhänge im Rahmen der neuen Raumzeit-Physik sehr viel verständlicher werden.

### Äquivalenz von Masse und Energie
Wie Einstein (1905) aus dem Relativitätsprinzip abgeleitet hat, ergibt sich tatsächlich eine Trägheit der Energie gemäß {\displaystyle E/c^{2}}, oder genauer gesagt, dass elektromagnetische Strahlung Trägheit von einem Körper zum anderen übertragen kann. Doch im Gegensatz zu Poincaré erkannte Einstein, dass die Materie bei der Emission einen Massenverlust von {\displaystyle E/c^{2}} erfährt – das heißt, die in den Materie aufgespeicherte und einer bestimmten Masse entsprechende Energie und die elektromagnetische Energie können gemäß {\displaystyle E=mc^{2}} ineinander überführt werden, woraus sich erst die eigentliche Äquivalenz von Masse und Energie ergibt. Poincarés Strahlungsparadoxon kann mit dieser Äquivalenz vergleichsweise einfach gelöst werden. Wird angenommen, dass die Lichtquelle bei der Emission gemäß {\displaystyle E/c^{2}} an Masse verliert, löst sich der Widerspruch auf, ohne irgendwelche ausgleichenden Kräfte im Äther annehmen zu müssen.
Ähnlich wie Poincaré konnte Einstein 1906 zeigen, dass das Theorem von der Erhaltung und Bewegung des Schwerpunkts auch bei elektrodynamischer Betrachtung gültig ist, wenn die Trägheit der (elektromagnetischen) Energie vorausgesetzt wird. Auch hier musste er nicht wie Poincaré fiktive Massen einführen, sondern brauchte nur aufzuzeigen, wie die Emission und Absorption von Energie zur Übertragung der Trägheit führt, so dass kein Perpetuum mobile entstehen kann. Dabei verwies er auf die Arbeit von Poincaré und bewertete deren Inhalt als formal weitgehend übereinstimmend mit seinem eigenen Text. Einstein schrieb in der Einleitung:

„Trotzdem die einfachen formalen Betrachtungen, die zum Nachweis dieser Behauptung durchgeführt werden müssen, in der Hauptsache bereits in einer Arbeit von H. Poincaré enthalten sind², werde ich mich doch der Übersichtlichkeit halber nicht auf jene Arbeit stützen.“

Ebenso kann mit Einsteins Ansatz der von Poincaré angesprochene Widerspruch zwischen der Aufgabe des Massenerhaltungssatzes und dem Reaktionsprinzip gelöst werden, da der Massenerhaltungssatz jetzt ein Spezialfall des Energieerhaltungssatzes ist.

### Allgemeine Relativitätstheorie
Nach der von Einstein entwickelten allgemeinen Relativitätstheorie (ART), welche die Gravitationserklärungen von Lorentz und Poincaré überflüssig machte, führt eine Einbeziehung der Gravitation in das Relativitätsprinzip dazu, dass Lorentz-Transformationen und die Konstanz der Lichtgeschwindigkeit nur noch lokal definierbar und gültig sind. Einstein selbst sagte in einer Rede (1920), dass im Rahmen der ART der Raum nicht ohne Gravitationspotential gedacht werden kann und damit dem Raum selbst physikalische Qualitäten anhaften. Deswegen könne man von einem „Gravitationsäther“ im Sinne eines „Äthers der Allgemeinen Relativitätstheorie“ sprechen. Er schrieb:

„Das prinzipiell Neuartige des Äthers der allgemeinen Relativitätstheorie gegenüber dem lorentzschen Äther besteht darin, daß der Zustand des ersteren an jeder Stelle bestimmt ist durch gesetzliche Zusammenhänge mit der Materie und mit dem Ätherzustände in benachbarten Stellen in Gestalt von Differentialgleichungen, während der Zustand des lorentzschen Äthers bei Abwesenheit von elektromagnetischen Feldern durch nichts außer ihm bedingt und überall der gleiche ist. Der Äther der allgemeinen Relativitätstheorie geht gedanklich dadurch in den lorentzschen über, daß man die ihn beschreibenden Raumfunktionen durch Konstante ersetzt, indem man absieht von den seinen Zustand bedingenden Ursachen. Man kann also wohl auch sagen, daß der Äther der allgemeinen Relativitätstheorie durch Relativierung aus dem lorentzschen Äther hervorgegangen ist.“

## Priorität
Es gibt einige Spekulationen, wonach die spezielle Relativitätstheorie das Werk von Poincaré und Lorentz, und nicht von Einstein war. Siehe dazu den Artikel: Geschichte der speziellen Relativitätstheorie

## Neuere Entwicklungen

### Neu-Lorentzianismus
Obwohl die Idee eines bevorzugten Bezugssystems von der Fachwelt größtenteils abgelehnt wird, wurden nach Lorentz und Poincaré einige „lorentzianische“ oder „neu-lorentzianische“ Modelle (engl.: neo-Lorentzian relativity) entwickelt. Diese Theorien wurden vor allem in den 1950er Jahren unter anderem von Herbert E. Ives und Geoffrey Builder vertreten und in den nachfolgenden Jahrzehnten von Simon Jacques Prokhovnik. Übereinstimmend mit der ursprünglichen lorentzschen Äthertheorie wurde ein ruhender Äther angenommen, wobei die Lichtgeschwindigkeit ausschließlich relativ zu diesem konstant ist, und folglich in bewegten Inertialsystemen richtungsabhängig sein müsste. Wird nun neben der Richtungsabhängigkeit der Effekt der Längenkontraktion postuliert, folgt daraus auch die Existenz der Zeitdilatation. Deswegen ist es (sofern nicht zusätzliche Parameter der Theorie geändert werden) nicht möglich, die Anisotropie der Lichtgeschwindigkeit experimentell festzustellen. Experimente, wie die des exzentrischen bulgarischen Physikers Stefan Marinow, welche angeblich eine Bestätigung für deren Richtungsabhängigkeit lieferten, wurden von der Fachwelt als unbrauchbar zurückgewiesen.
Auch Helmut Günther hat 1996 ein lorentzianisches Modell eines universellen Äthers entwickelt. Dies basiert auf der Tatsache, dass quasi-relativistische Effekte wie Längenkontraktion bei plastischen Deformationen und Versetzungen in Kristallstrukturen oder auch bei Pendelketten im Zusammenhang mit Solitonen festgestellt wurden. Dies liegt daran, dass die diesen Phänomenen zugrunde liegende Sine-Gordon-Gleichung Lorentz-invariant ist. Andere lorentzianische Modelle werden in Brandes et al. diskutiert.
Jedoch werden alle diese Modelle in der Fachwelt kaum weiter diskutiert, da einer Theorie, in der der Äther durch eine Art Verschwörung verschiedener Effekte praktisch nicht entdeckbar ist, ein recht geringer Grad von Wahrscheinlichkeit beigemessen wird. Siehe auch Kritik an der Relativitätstheorie#Äther und absoluter Raum.

### Testtheorien der speziellen Relativitätstheorie
Einige Testtheorien der speziellen Relativitätstheorie, mit welchen mögliche Abweichungen von der Lorentzinvarianz bewertet werden sollen, enthalten die lorentzsche Äthertheorie als Grenzfall. Präzisionsmessungen haben bis jetzt die Gültigkeit der Lorentzinvarianz vollumfänglich bestätigt.

### Arbeiten von Lorentz, Poincaré, Einstein
- Lorentz, Hendrik Antoon: De door Hall ontdekte werking van een magneet op een electrischen stroom en de electromagnetische draaiing van het polarisatievlak van het licht (= Versl. Kon. Ak. Wet. Band 19, Nr. 2). Müller, Amsterdam 1883, S. 217–248.
- Lorentz, Hendrik Antoon: De l’influence du mouvement de la terre sur les phénomènes lumineux. In: Archives néerlandaises des sciences exactes et naturelles. Band 21, 1886, S. 103–176.
- Lorentz, Hendrik Antoon: La Théorie electromagnétique de Maxwell et son application aux corps mouvants. In: Archives néerlandaises des sciences exactes et naturelles. Band 25, 1892, S. 363–552 (archive.org).
- Lorentz, Hendrik Antoon: Abhandlungen über Theoretische Physik. B.G. Teubner, Leipzig 1892, Die relative Bewegung der Erde und des Äthers, S. 443–447.
- Lorentz, Hendrik Antoon: Versuch einer Theorie der electrischen und optischen Erscheinungen in bewegten Körpern. E.J. Brill, Leiden 1895.
- Lorentz, Hendrik Antoon: Simplified Theory of Electrical and Optical Phenomena in Moving Systems. In: Proceedings of the Royal Netherlands Academy of Arts and Sciences. Band 1, 1899, S. 427–442.
- Lorentz, Hendrik Antoon: Considerations on Gravitation. In: Proceedings of the Royal Netherlands Academy of Arts and Sciences. Band 2, 1900, S. 559–574.
- Lorentz, Hendrik Antoon: Über die scheinbare Masse der Ionen. In: Physikalische Zeitschrift. Band 2, Nr. 5, 1900, S. 78–80.
- Lorentz, Hendrik Antoon: Weiterbildung der Maxwellschen Theorie. Elektronentheorie. In: Encyclopädie der mathematischen Wissenschaften. Band 5, Nr. 2, 1904, S. 145–288 (uni-goettingen.de).
- Lorentz, Hendrik Antoon: Das Relativitätsprinzip. Eine Sammlung von Abhandlungen. Hrsg.: Blumenthal, Otto & Sommerfeld, Arnold. 1904, Elektromagnetische Erscheinungen in einem System, das sich mit beliebiger, die des Lichtes nicht erreichender Geschwindigkeit bewegt, S. 6–26.
- Lorentz, Hendrik Antoon: Das Relativitätsprinzip. Eine Sammlung von Abhandlungen. Hrsg.: Blumenthal, Otto & Sommerfeld, Arnold. 1910, Das Relativitätsprinzip und seine Anwendung auf einige besondere physikalische Erscheinungen, S. 74–89.
- Lorentz, Hendrik Antoon & Einstein, Albert & Minkowski, Hermann: Das Relativitätsprinzip. B.G. Teubner, Leipzig & Berlin 1913 (Online).
- Lorentz, Hendrik Antoon: Das Relativitätsprinzip. Drei Vorlesungen gehalten in Teylers Stiftung zu Haarlem. B.G. Teubner, Leipzig and Berlin 1914.
- Lorentz, Hendrik Antoon: La Gravitation. In: Scientia. Band 16, 1914, S. 28–59 (unibo.it).
- Lorentz, Hendrik Antoon: The theory of electrons. B.G. Teubner, Leipzig & Berlin 1916 (Online).
- Lorentz, Hendrik Antoon: Deux Mémoires de Henri Poincaré sur la Physique Mathématique. In: Acta Mathematica. Band 38, 1921, S. 293–308, doi:10.1007/BF02392073.
- Lorentz, Hendrik Antoon: Conference on the Michelson-Morley Experiment. In: The Astrophysical Journal. Band 68, 1928, S. 345–351, bibcode:1928ApJ....68..341M.
- Poincaré, Henri: Théorie mathématique de la lumière. Band 1. G. Carré & C. Naud, Paris 1889 (Teilweiser Nachdruck des Vorworts in „Wissenschaft und Hypothese“ (1902), Kap. 12.).
- Poincaré, Henri: A propos de la Théorie de M. Larmor. In: L'Èclairage électrique. Band 5, 1895, S. 5–14 (ernet.in – Nachdruck in Poincaré, Oeuvres, tome IX, S. 395–413.).
- Poincaré, Henri: Der Wert der Wissenschaft (Kap. 2). B.G. Teubner, Leipzig Juni 1898, Das Maß der Zeit, S. 26–43.
- Poincaré, Henri: Les relations entre la physique expérimentale et la physique mathématique. In: Revue générale des sciences pures et appliquées. Band 11, 1900, S. 1163–1175 (univ-nancy2.fr – Deutsche Übersetzung in „Wissenschaft und Hypothese“ (1902), Kap. 9–10.).
- Poincaré, Henri: La théorie de Lorentz et le principe de réaction. In: Archives néerlandaises des sciences exactes et naturelles. Band 5, 1900, S. 252–278. Siehe auch deutsche Übersetzung.
- Poincaré, Henri: Sur les principes de la mécanique. In: Bibliothèque du Congrès international de philosophie. 1901, S. 457–494. Nachdruck in „Wissenschaft und Hypothese“ (1902), Kap. 6–7.
- Poincaré, Henri: Électricité et optique. Gauthier-Villars, Paris 1901 (Online).
- Poincaré, Henri: Wissenschaft und Hypothese. Xenomos, Berlin 2003, ISBN 3-936532-24-9.
- Poincaré, Henri: Der Wert der Wissenschaft (Kap. 7–9). B.G. Teubner, Leipzig Juni 1904, Der gegenwärtige Zustand und die Zukunft der mathematischen Physik, S. 129–159.
- Poincaré, Henri: Der Wert der Wissenschaft. Xenomos, Berlin 2003, ISBN 3-936532-23-0.
- Poincaré, Henri: Sur la dynamique de l’électron. In: Comptes rendus hebdomadaires des séances de l'Académie des sciences. Band 140, 1905, S. 1504–1508. Siehe auch deutsche Übersetzung.
- Poincaré, Henri: Sur la dynamique de l’électron. In: Rendiconti del Circolo matematico di Palermo. Band 21, 1906, S. 129–176. Siehe auch deutsche Übersetzung.
- Poincaré, Henri: The foundations of science (Science and Method). Science Press, New York 1913, The New Mechanics, S. 486–522. Deutsche Übersetzung in „Wissenschaft und Methode“ (1908), Drittes Buch.
- Poincaré, Henri: Wissenschaft und Methode. Xenomos, Berlin 2003, ISBN 3-936532-31-1.
- Poincaré, Henri: La Mécanique nouvelle (Lille). In: Comptes rendus des Sessions de l’Association Française pour l’Avancement des Sciences. Paris 1909, S. 38–48.
- Poincaré, Henri: La Mécanique nouvelle (Göttingen) (= Sechs Vorträge über ausgewählte Gegenstände aus der reinen Mathematik und mathematischen Physik). B.G.Teubner, Leipzig und Berlin 1910, S. 41–47.
- Poincaré, Henri: Die neue Mechanik. B.G. Teubner, Leipzig 1911.
- Poincaré, Henri: Letzte Gedanken. Xenomos, Berlin 2003, ISBN 3-936532-27-3.
- Einstein, Albert: Zur Elektrodynamik bewegter Körper. In: Annalen der Physik. Band 322, Nr. 10, 1905, S. 891–921 (uni-augsburg.de [PDF]).
- Einstein, Albert: Ist die Trägheit eines Körpers von dessen Energieinhalt abhängig? In: Annalen der Physik. Band 323, Nr. 13, 1905, S. 639–643 (uni-augsburg.de [PDF]).
- Einstein, Albert: Das Prinzip von der Erhaltung der Schwerpunktsbewegung und die Trägheit der Energie. In: Annalen der Physik. Band 325, Nr. 8, 1906, S. 627–633 (uni-augsburg.de [PDF]).
- Einstein, Albert: Über das Relativitätsprinzip und die aus demselben gezogenen Folgerungen. In: Jahrbuch der Radioaktivität und Elektronik. Band 4, 1908, S. 411–462 (soso.ch [PDF]).
- Einstein, Albert: Über die Entwicklungen unserer Anschauungen über das Wesen und die Konstitution der Strahlung. In: Physikalische Zeitschrift. Band 10, Nr. 22, 1909, S. 817–825 (ekkehard-friebe.de [PDF]).
- Einstein, A.: Äther und Relativitätstheorie Rede, gehalten am 5. Mai 1920 an der Reichs-Universität Leiden. Springer, Berlin 1920 (mahag.com).

### Sekundärquellen
- Born, Max: Die Relativitätstheorie Einsteins. Springer, Berlin-Heidelberg-New York 2003, ISBN 3-540-00470-X, S. 172–194.
- Brown, Harvey R.: The origins of length contraction: I. The FitzGerald-Lorentz deformation hypothesis. In: American Journal of Physics. 69. Jahrgang, Nr. 10, 2001, S. 1044–1054 (pitt.edu).
- Darrigol, Olivier: The Genesis of the theory of relativity. In: Séminaire Poincaré. 1. Jahrgang, 2005, S. 1–22 (bourbaphy.fr [PDF]).
- Galison, Peter: Einsteins Uhren, Poincarés Karten. Die Arbeit an der Ordnung der Zeit. Fischer, Frankfurt 2003, ISBN 3-10-024430-3.
- Janssen, Michel: A Comparison between Lorentz's Ether Theory and Special Relativity in the Light of the Experiments of Trouton and Noble (Thesis). 1995.: Title/TOC (PDF; 74 kB), Intro (Memento vom 16. Juli 2012 im Internet Archive) (PDF; 71 kB), Intro (Part I) (Memento vom 16. Juli 2012 im Internet Archive) (PDF; 63 kB), Chapter 1 (PDF; 271 kB), Chapter 2 (PDF; 462 kB), (Intro Part 2) (Memento vom 16. Juli 2012 im Internet Archive) (PDF; 90 kB), Chapter 3 (PDF; 664 kB), Chapter 4 (PDF; 132 kB), References (PDF; 111 kB)
- Janssen, Michel, Mecklenburg, Matthew: Interactions: Mathematics, Physics and Philosophy. Hrsg.: V. F. Hendricks et al. Springer, Dordrecht 2007, Electromagnetic Models of the Electron and the Transition from Classical to Relativistic Mechanics, S. 65–134.
- Katzir, Shaul: Poincaré’s Relativistic Physics: Its Origins and Nature. In: Physics in perspective. 7. Jahrgang, 2005, S. 268–292, doi:10.1007/s00016-004-0234-y.
- Miller, Arthur I.: Albert Einstein’s special theory of relativity. Emergence (1905) and early interpretation (1905–1911). Addison–Wesley, Reading 1981, ISBN 0-201-04679-2.
- Pauli, Wolfgang: Encyclopädie der mathematischen Wissenschaften. Band 5.2, 1921, Die Relativitätstheorie, S. 539–776.
- Walter, Scott: Einstein Studies. Hrsg.: H. Goenner, J. Renn, J. Ritter, and T. Sauer. Band 7. Birkhäuser, 1999, Minkowski, mathematicians, and the mathematical theory of relativity, S. 45–86.
- Walter, S.: The Genesis of General Relativity. Hrsg.: Renn, Jürgen. Springer, Berlin 2007, Breaking in the 4-vectors: the four-dimensional movement in gravitation, 1905–1910, S. 193–252.
- Whittaker, Edmund Taylor: A History of the theories of aether and electricity Vol. 1: The classical theories. 2. Ausgabe Auflage. Nelson, London 1951.